# Городище Оствиця

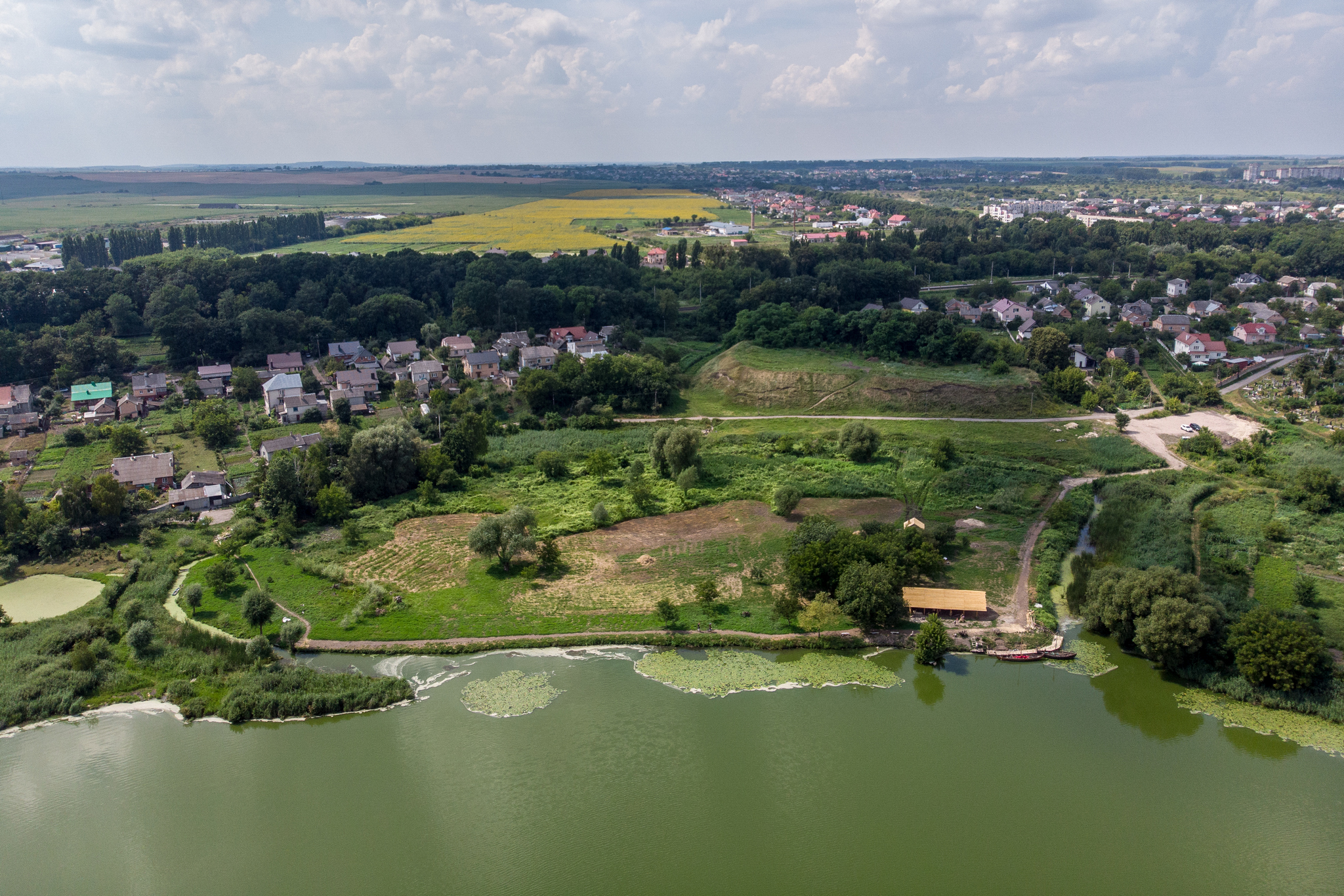
Городище Оствиця з висоти пташиного польоту

Городище Оствиця — парк історичної реконструкції на березі озера Басів Кут у місті Рівне, що відтворює атмосферу часів Давньої Русі. «Оствиця» — одне з імен, якими називали річку Устя (ліва притока Горині, басейн Прип'яті), яка утворює Басівкутське водосховище (озеро Басів Кут).

## Походження слова «Оствиця»
Оствиця — стара назва річки Устя. Уперше річку згадує акт 1583 року («рекой Устьєй к Городку»). У назві Устя приховане давнє слово «устьє» в означенні: «отвір», «край», «гирло», «рукав річки». У документованій Оствиці можна бачити кореневе «Ост» з нарощеним «-в», «-иця», що означає «вузька річка», «притока більшої річки». Колишнє «Устьє» змінилось на Устя внаслідок видозміни кінцівки «-ьє» → «-я» і не без взаємодії річкових наймень типу Люба, Настя, Стася, котрі теж за народною етимологією отримали звучання особових імен.

## Географія
Парк розташований на лівому березі озера Басів Кут (південна частина міста Рівне) по вулиці Марусі Чурай.

## Історія
На лівому березі озера Басів Кут збереглося давнє укріплення, датоване XI — першою половиною XII ст., що було оточене земляними валами і ровами, що отримало назву «Басівкутське городище». Саме у його підніжжі і створюється Парк історичної реконструкції «Городище Оствиця».

#### Історична довідка про городища
Городища будувалися переважно у важкодоступних місцях — на високих мисах та останцях, для того щоб сховатися під час нападу на поселення. Їх розміри — від 0,1 до кількох сотень га. Одне з таких давніх укріплень існувало на лівому березі Басівкутського водосховища, про що свідчить насип заввишки 7-9 м та ряд археологічних знахідок. У книзі  «Погоринські міста Х-XIII ст.», археолог Прищепа Богдан Анатолійович описав близько сотні таких городищ у басейні річки Горинь. Серед речових знахідок є знаряддя праці, побутові вироби, гончарний посуд, зброя та предмети спорядження верхового коня, прикраси. Сьогодні там продовжуються археологічні розкопки під керівництвом археолога Олексія Войтюка.

#### Ідея створення парку
У 2015 році Юрій разом з іншими місцевими активістами презентували «Зелену стежку Рівного» — туристичний велосипедно-пішохідний маршрут для активного відпочинку вздовж річки Устя. Проєкт підтримала міська влада і жителі Рівного, і незабаром він став міською програмою. Маршрут «Зеленої стежки» утворює коло протяжністю 15 км, що об'єднує цікаві історичні локації. Одну з таких — Басівкутське городище — Юрій обрав для створення туристичного центру та парку історичної реконструкції. — Ми маємо цей проміжок історії часів Давньої Русі зберегти, показати, що він наш. Тому що зараз відбувається «перетягування ковдри» Росією: вони позиціонують, що це їхня історія і їхня країна, що Русь — це там десь. А ми намагаємося цю «ковдру» повернути.

## Хронологія розвитку

### 2019
Поява ідеї створення парку та його першої атракції — варязького човна-дракара «Гунгнір». Початок збору коштів на будівництво дракара.
- - 25 квітня — біля Краєзнавчого музею відбувається перша робоча зустріч по створенню човна.
  - 10 травня — зробили навіс на території Краєзнавчого музею під яким починають майструвати човен.
  - 28 серпня — перший спуск човна дракара Гунгніра на воду.[4][5]
  - Початок вересня — відбуваються перші водні екскурсії на човні-дракарі.
  - 21 вересня — Гунгнір бере участь у фестивалі в Гощі — «Погоринські міста. Гоща». Човен вперше ходить водами річки Горинь.[6]
  - 5 жовтня — зроблено дерев'яний причал на березі протилежному Оствиці.
  - 9 жовтня 2019 проект № 69 «Музей живої історії „Городище Оствиця“ виграє в голосуванні по Громадському бюджету Рівного.
  - 12 жовтня — перша толока на городищі Оствиця.
  - 13 жовтня — створили сторінку Оствиці на фейсбук.
  - 19 жовтня — друга толока на городищі Оствиця.
  - 17 жовтня — в рамках дослідження туристичного маршруту Медове коло від місцевих жителів міста Березне ми дізналися, що посеред річки Случ затоплений, за різними версіями, 9-12 метровий човен-довбанка. В майбутньому він стане експонатом городища.
  - 20 жовтня — перший давньоруський пікнік на городищі.

### 2020
- - 27 січня — початок створення другого човна — лоді „Лада“.
  - 20-21 березня — екскаватором розчищено і поглиблено берег набережної, а також рів навколо городища.
  - 8 квітня — перший посів трави.
  - 11 квітня — початок створення набережної доріжки.
  - 9 травня — човен лодь „Лада“ вперше спустили на воду.
  - 3 червня — початок будівництва навісу під яким будуть столи для посиденьок і автентична піч для готування їжі.
  - 7 червня — перші випікання в збудованій печі.
  - 25 червня — початок будівництва кузні.
  - 9-10 липня — зробили парковку.
  - 16 серпня — на Оствицю доставили фрегат Фрею — подарунок з Херсону. Човен буде в якості музейного експонату.
  - 2 вересня — підняли з річки Случ довбанку. Вона приєднається до музею на Оствиці.
  - 3 вересня — початок виготовлення човнів-довбанок.
  - 15 вересня — закінчили новий човен-довбанку „Уборть“ та вперше спустили на воду.
  - 17 вересня — розпочато створення першого макету реконструкції стародавнього зрубу.
  - 19 вересня — початок виготовлення другої довбанки.
  - 23 вересня — перший спуск на воду другого човна-довбанки „Горинь“.
  - 24 вересня — початок виготовлення третьої довбанки.
  - 26 вересня — дракар Гунгнір бере участь у фестивалі в Хотині — „Погорина. Урочище Чадорож“.
  - 23 листопада — початок будівництва мосту, який стане основним парадним входом в парк.
  - 12 грудня — завершили зведення навісу для човнів.
  - 15 грудня — почали будівництво пірсу.
  - 18 грудня — завершили будівництво старовинного зрубу.

### 2021

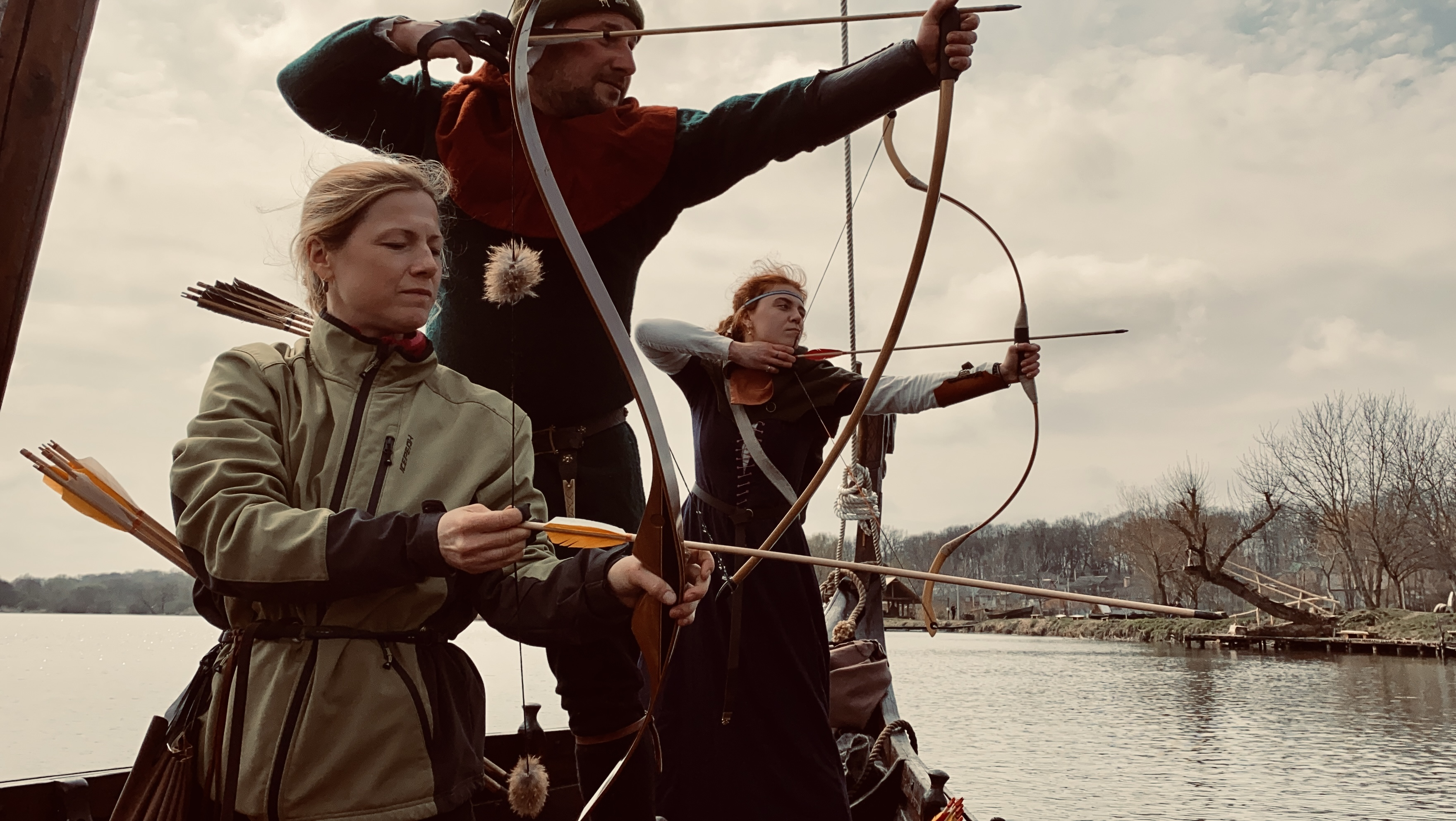
Лучний турнір на Оствиці

- - 13 січня — завершили роботи з редизайну головного вхідного мосту в городище.
  - 3-4 травня — проведено перший лучний турнір „Лучники усіх часів“
  - 18 червня — човен Лада на два дні перевозять в урочище Чадорож на річці Горинь, де проходитиме Марафон Поліська Січ 2021.
  - 30 червня — початок робіт із створення гончарного центру
  - 1 серпня — проведено „Фестиваль прадавніх човнів“, який транслювався онлайн телеканалом ITV.
  - 28 серпня — проведено другий лучний турнір „Лучники усіх часів“ для якого було вдосконалено зону виділену під стрільбу.

- 2022
  - 7 липня — початок будівництво третього вітрильного човна — скандинавського фарінга, який матиме назву Лайсве (Laisvė — у пер. з литовської — „Свобода“).
  - 14 серпня — закінчили будівництво фарінга Лайсве[7].
- 2023
  - 19 липня — спуск на воду нового човна „Урнес“ розробленого командою Оствиця.[8][9]

## Флотилія Оствиці

#### Дракар „Гунгнір“

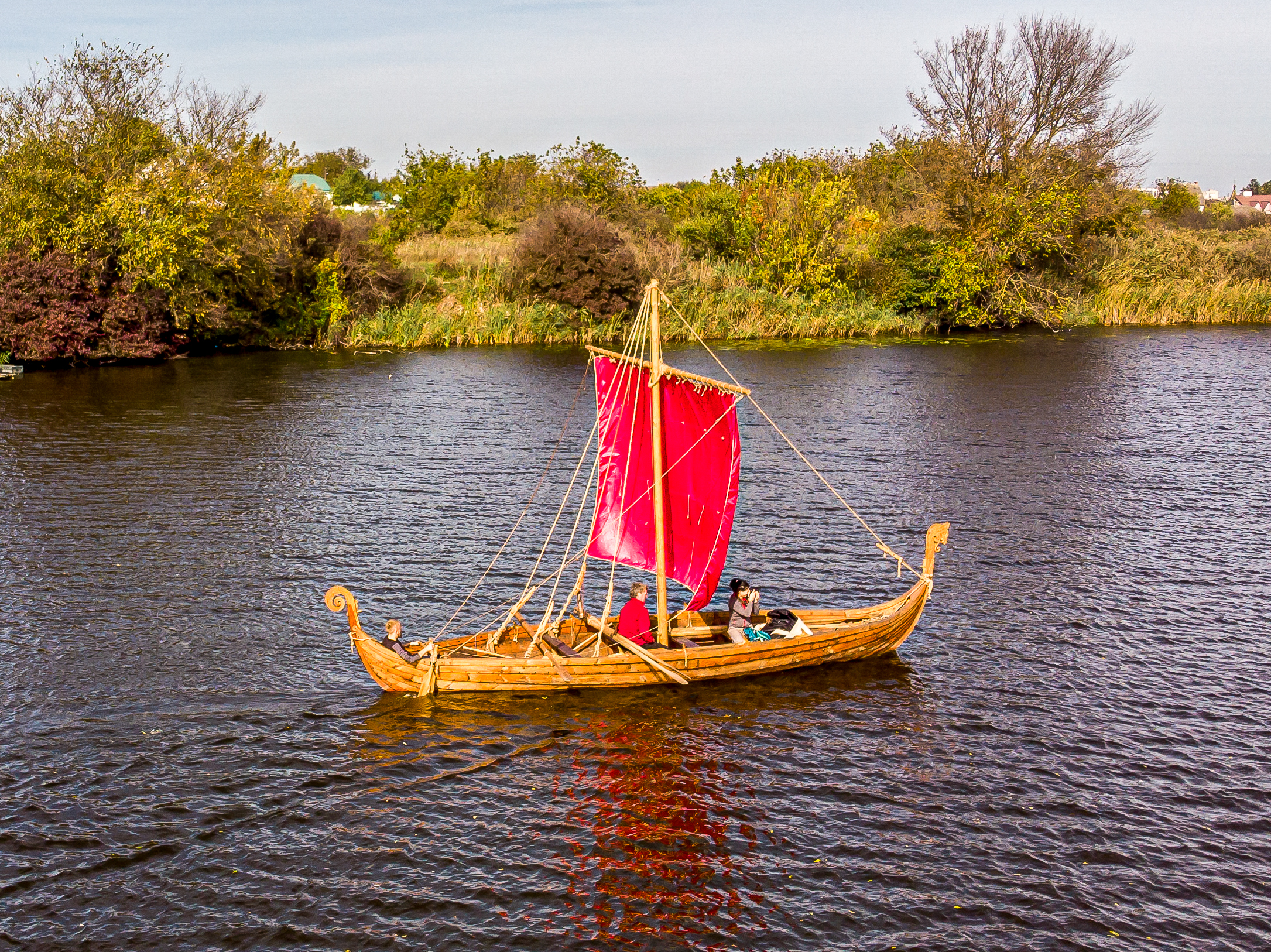
Дракар Гунгнір під вітрилом

Реконструкція варязького гокстадського корабля (норв. Gokstadskipet) — човна вікінгів IX століття.
Ґунґнір — в скандинавській міфології спис Одіна, який було виготовлено гномом Дваліном. Локі отримав його від гномів як часткове відшкодування за викрадення волосся Сіф. У битві Ґунґнір ніколи не хибить та завжди повертається в руку власника.
Довжина човна — 9 м.
Головний майстер — Олег Петренко.

#### Набійна лодь „Лада“

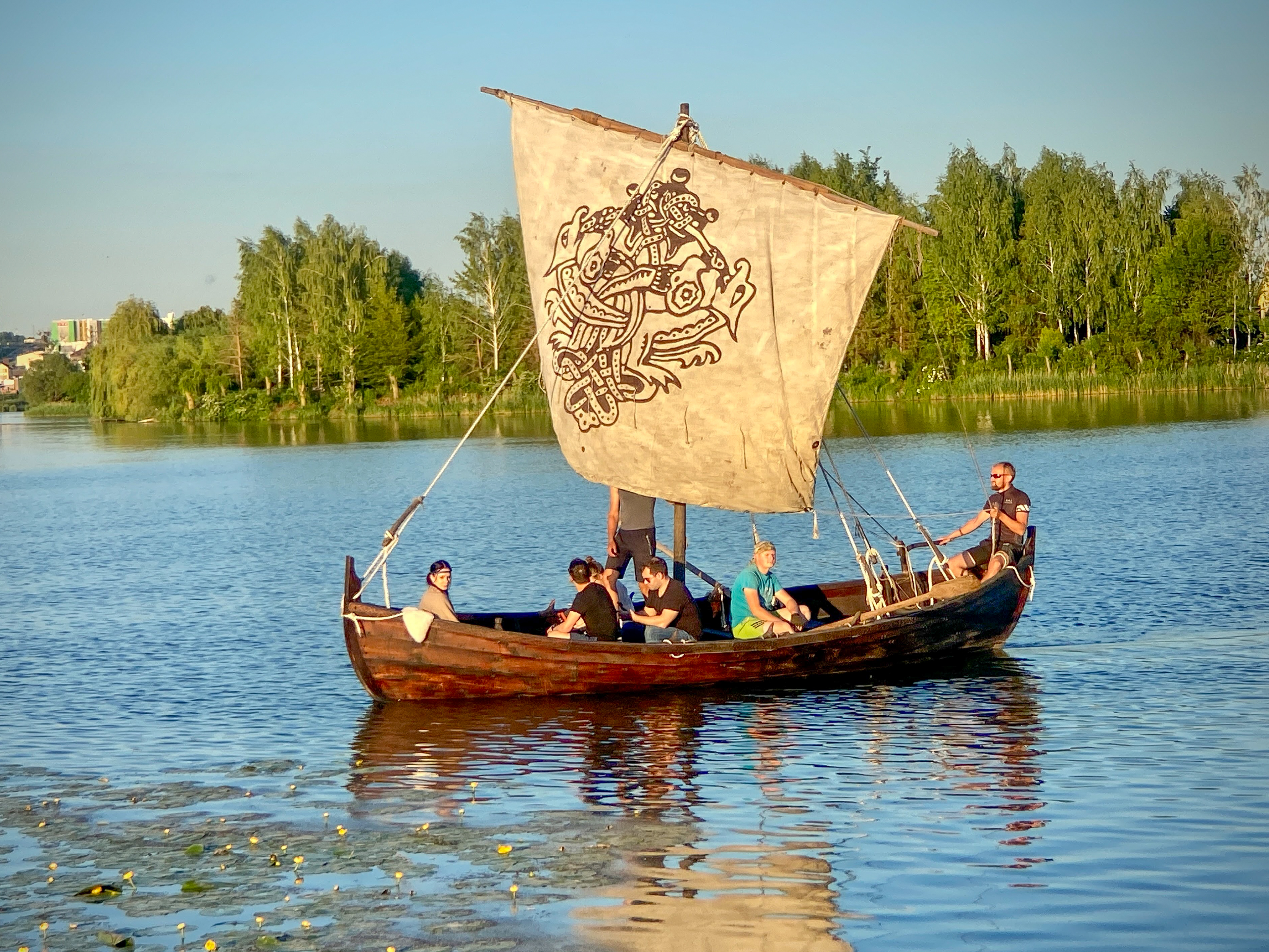
Лодь Лада під вітрилом

Історична версія слов'янської „лоді“ X—XII ст., яка могла використовуватися в давній Русі. Ми знаємо, що такі човни будувалися на основі суцільного дерева, „моноксилу“, до якого набиралися бортові дошки. В нашому випадку використана перехідна технологія від моноксила до кільової конструкції, коли нижня частина виконана з широкої кільової дошки, зробленої з половини цільного стовбура дерева. В ту добу на місцеве човнобудівництво впливала скандинавська та балто-слов'янська традиція. Під час розробки реконструкції зовнішнього вигляду човна використовувалося широке коло археологічних джерел того часу, від знахідок деталей подібних човнів у нас (як наприклад весельні упори (взірець якого можна побачити в музеї історії Києва), до конструкцій, які відомі нам з балтійської археології (човни з Дортрехту та човни на основі суцільного дерева з Музей кораблів вікінгів).»
Довжина човна — 7 м.
Матеріал — сосна.
Головний майстер — Олег Петренко.

#### Фарінг «Лайсве»
Фарінг — це скандинавський човен на чотири весла. Laisvė — у перекладі з литовської означає «Свобода».
Створення нового вітрильного човна Laisvė — це спільний українсько-литовський проєкт, реалізація якого стали можливою завдяки нашим друзям-литовцям, які беруть участь у захисті нашої держави від військової агресії Росії. Даний проєкт засвідчує одностайну позицію України та Литви у війни з московією.
Вітрило Лайсве, виготовлене з тканини парашута українських десантників, які героїчно брали участь у боях за контроль над стратегічно важливим аеропортом «Антонов» біля смт Гостомель.
На вітрилі зображено символ, який поєднує Державний герб України — Тризуб та Колони Гедиміна — один із найдавніших державних символів Великого князівства Литовського, Руського і Жемайтійського. Точно такий малюнок є символом Lithuanian Military Training Mission, які зараз виконують важливу військову навчальну місію в Україні.
Довжина човна — 6 м.
Матеріал — дуб.
Головний майстер — Олег Петренко.

#### Човен «Урнес»
Це прогулянковий човен, розробка Оствиця.
Профіль — копія Усеберзького човна, основа — класична плоскодонка з Волині та Полісся. Ніс та корма зроблені за принципом Скулелевський човнів, це масив дуба, свого роду скульптура, до якої кріпляться дошки.
Матеріал - дуб.
Човен розрахований на 2-3 особи (тестувало аж 6 осіб, але комфорт відносний).

### В якості музейних експонатів

#### Дракар «Фрея»

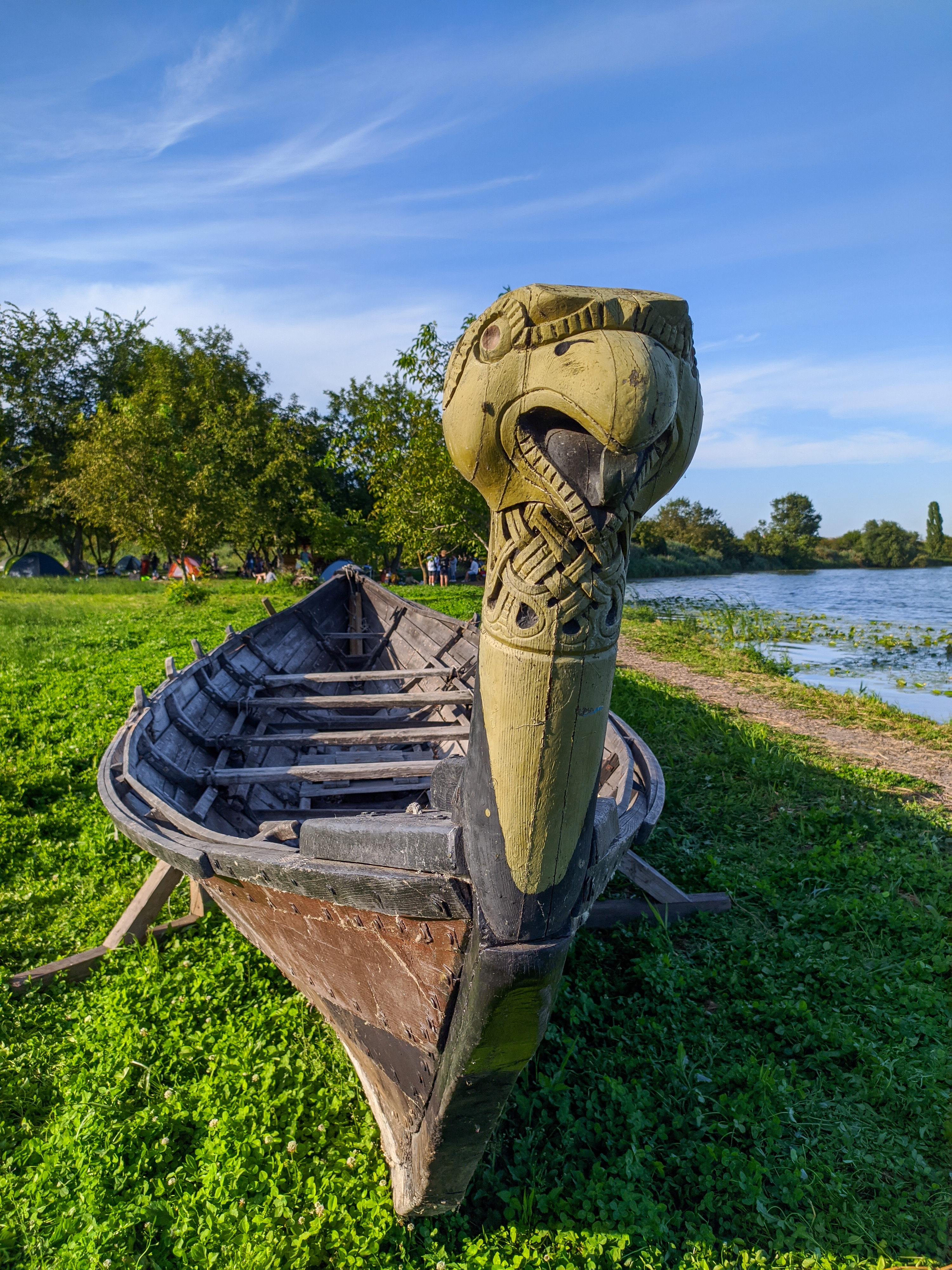
Дракар Фрея на Городищі Оствиця

21 вересня  2012 року на свято родючості й осіннього рівнодення в яхт-клубі «АРГО» в місті Херсоні була спущена на воду перша в Україні реконструкція лоді вікінгів на ім'я «ФРЕЯ». Влітку 2020 року човен, в якості музейного експонату, було подаровано парку історичної реконструкції Городище Оствиця.

#### Човен-довбанка з р. Случ

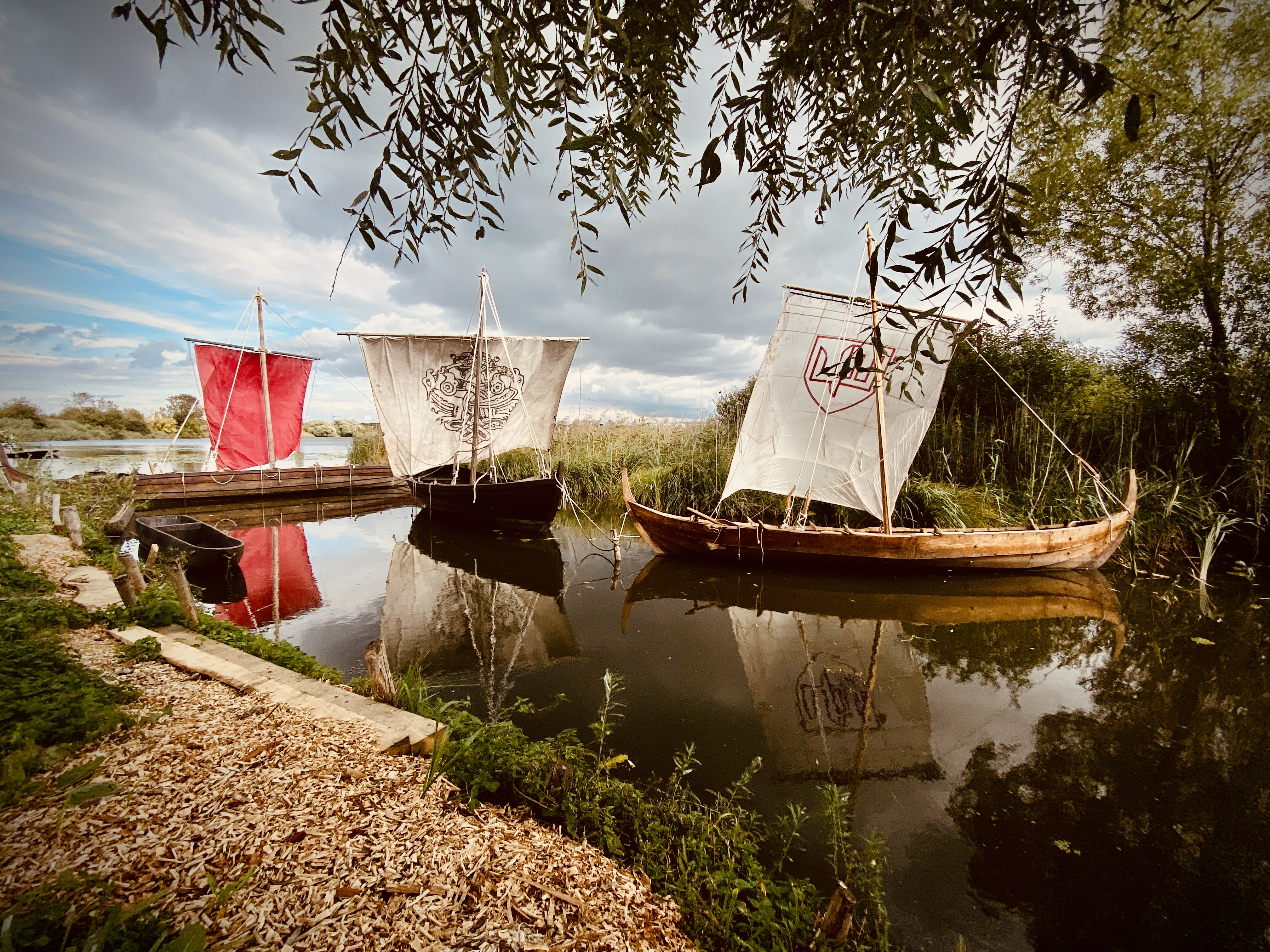
Човни на Городище Оствиця

## Фестивалі
Команда ГО "Клуб історичної реконструкції «Оствиця» за підтримки Український культурний фонд є ініціаторами створення та проведення низки історико-культурних фестивалів:
- Історико-культурний фестиваль «Погоринські міста. Гоща». Пройшов у вересні 2019 року в смт. Гоща. На Рівненщині 21 вересня відбудеться неймовірний фестиваль живої історії «Погоринські міста. Гоща», який перенесе гостей, дорослих та дітей, в прадавні часи Київської Русі.[12]
  - «Погоринські міста. Гоща — 2019»[13]
- Історико-культурний фестиваль «Погорина. Урочище Чадорож». Проводиться в селі Хотин, Рівненського району. А саме в часи Київської Русі пропонують перенестися організатори історико-культурного фестивалю «Погорина. Урочище Чадорож-2019», відкриття якого відбудеться 13 липня у Хотині.[14]
  - «Погорина. Урочище Чадорож — 2018»[15]
  - «Погорина. Урочище Чадорож — 2019»[16]
  - «Погорина. Урочище Чадорож — 2020»[17]
- Фестиваль прадавніх човнів. Планується проводитись щороку на Городищі Оствиця. На фестиваль з'їжджаються реконструктори із своїми човнами зі всієї України.
  - Фестиваль прадавніх човнів 2020 (онлайн подія)[18]
  - Фестиваль прадавніх човнів 2021[19]

## Послуги та розваги

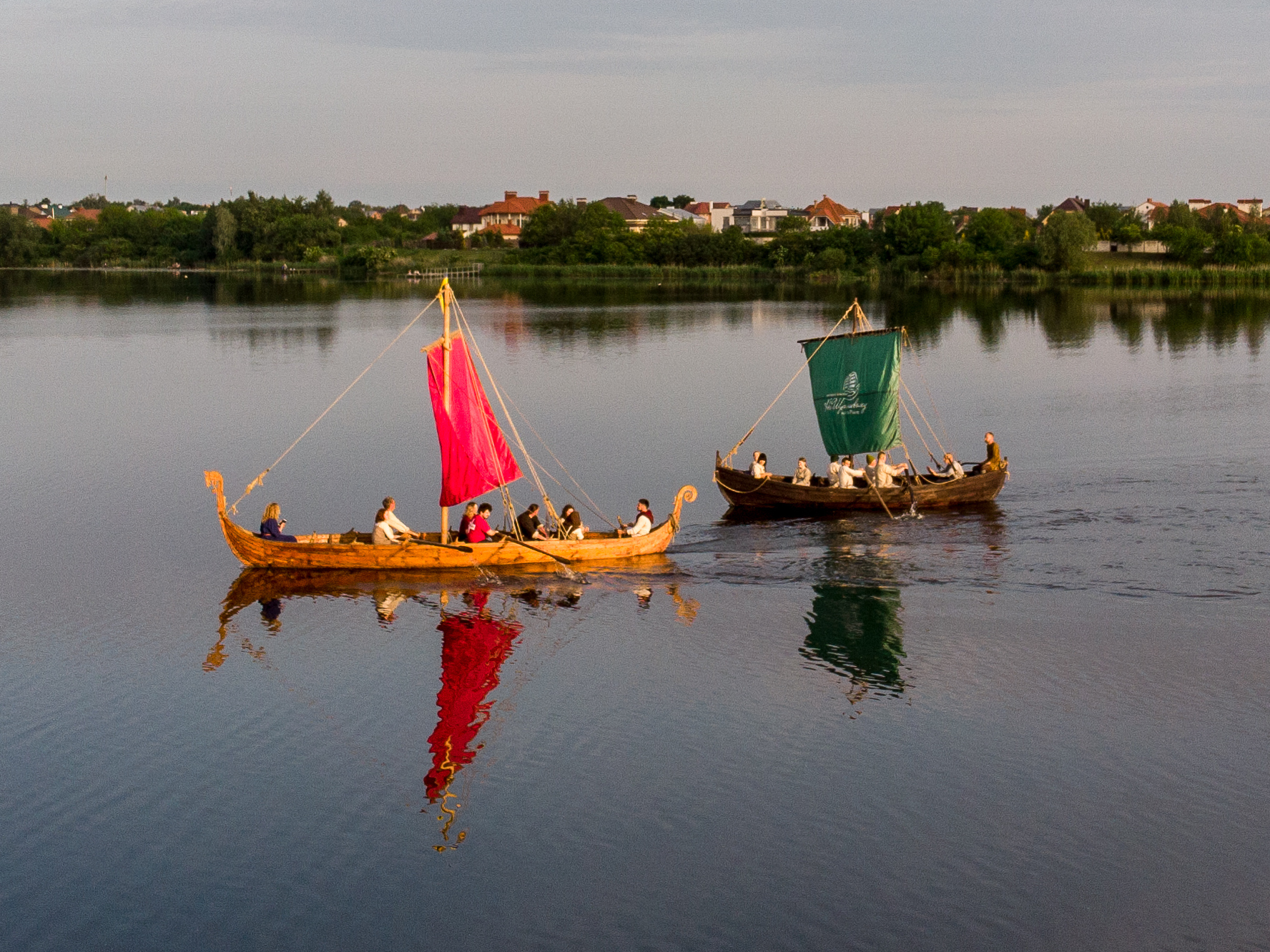
Дракар Гунгнір (зліва) та лодь Лада (справа)

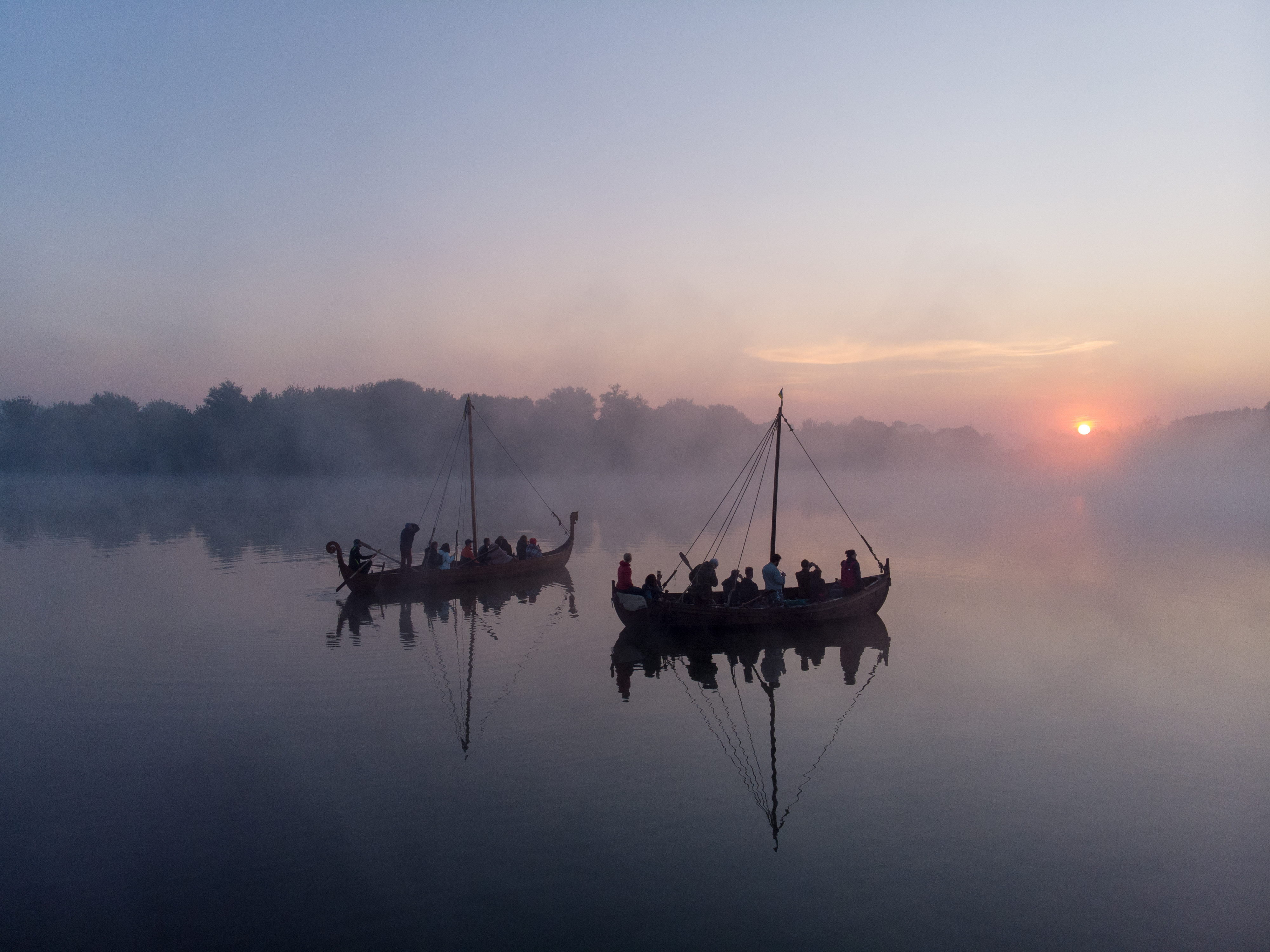
Зустріч світанку на човнах

- Екскурсійні прогулянки на човнах: дракар «Гунгнір», лодь «Лада», фарінг «Лайсве»;
- Романтична прогулянка на човні;
- Зустріч світанку на човнах;
- Різьба по дереву
- Стрільба з лука
- Дитячі дні народження на «Оствиці»
- Відпочити з сім'єю на природі біля води;
- Відвідати тематичні фестивалі реконструкторів, взяти участь у давньоруських забавах та придбати сувеніри на згадку.

## Плани на майбутнє
Планується цілковита історична реконструкція давньоруського поселення IX—XIII ст., у подальшому архітектурне та культурне відтворення житлових помешкань, ремісничих майстерень, господарських споруд, дерев'яних земляних оборонних стін, башт, укріплених в'їздів, колодязів, човнів тощо. Тут можна буде доторкнутися до побуту, життя та розваг періоду Русі. На території музею-скансену будують майстерні для гончарства, ковальства, ткацтва, різьби по дереву та шкірі, випікання хліба, виготовлення копії прикрас та зброї, що знайдено було під час археологічних розкопок  на нашій території.

## Галерея

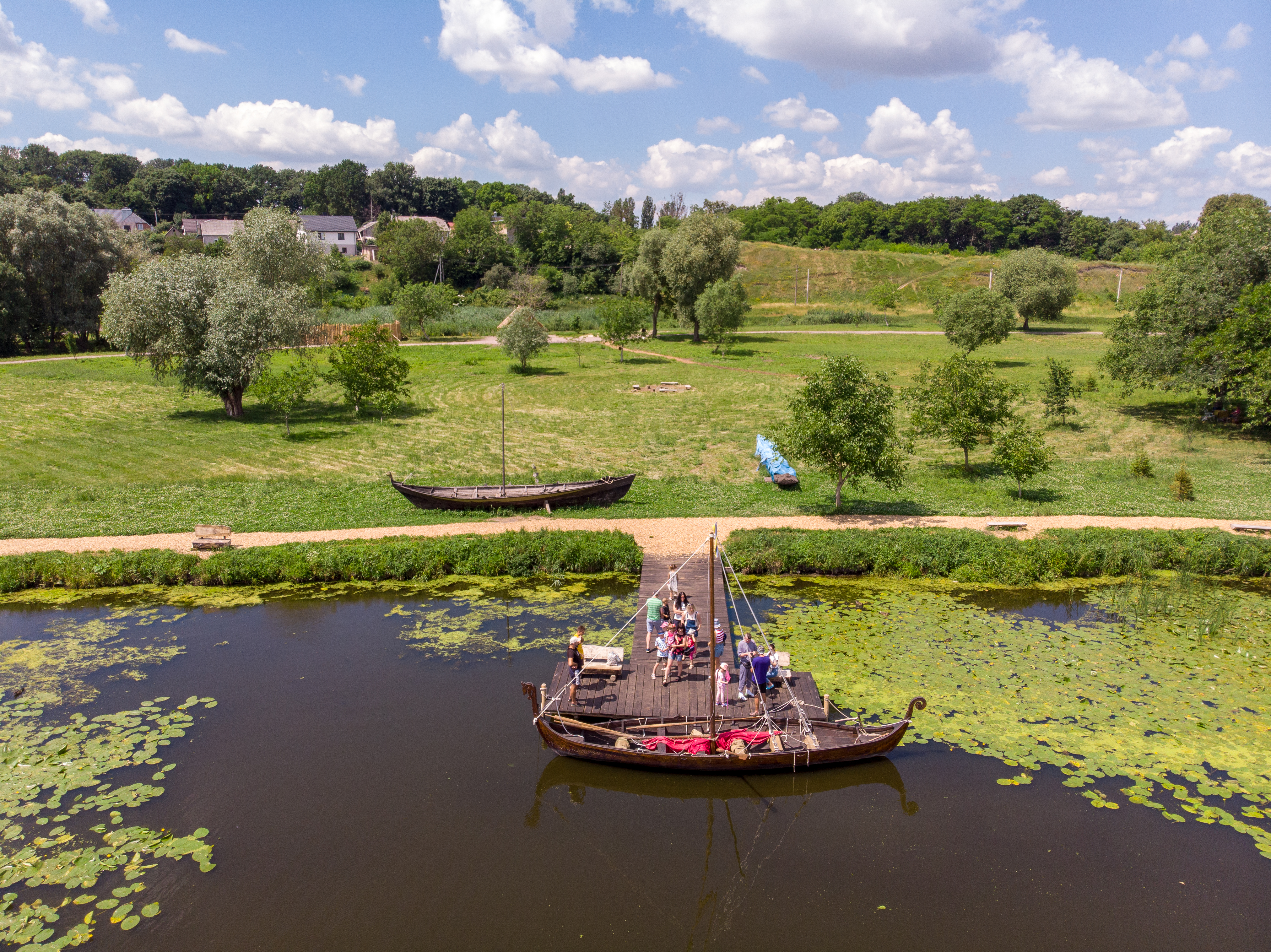
Дракар причалив до пірсу
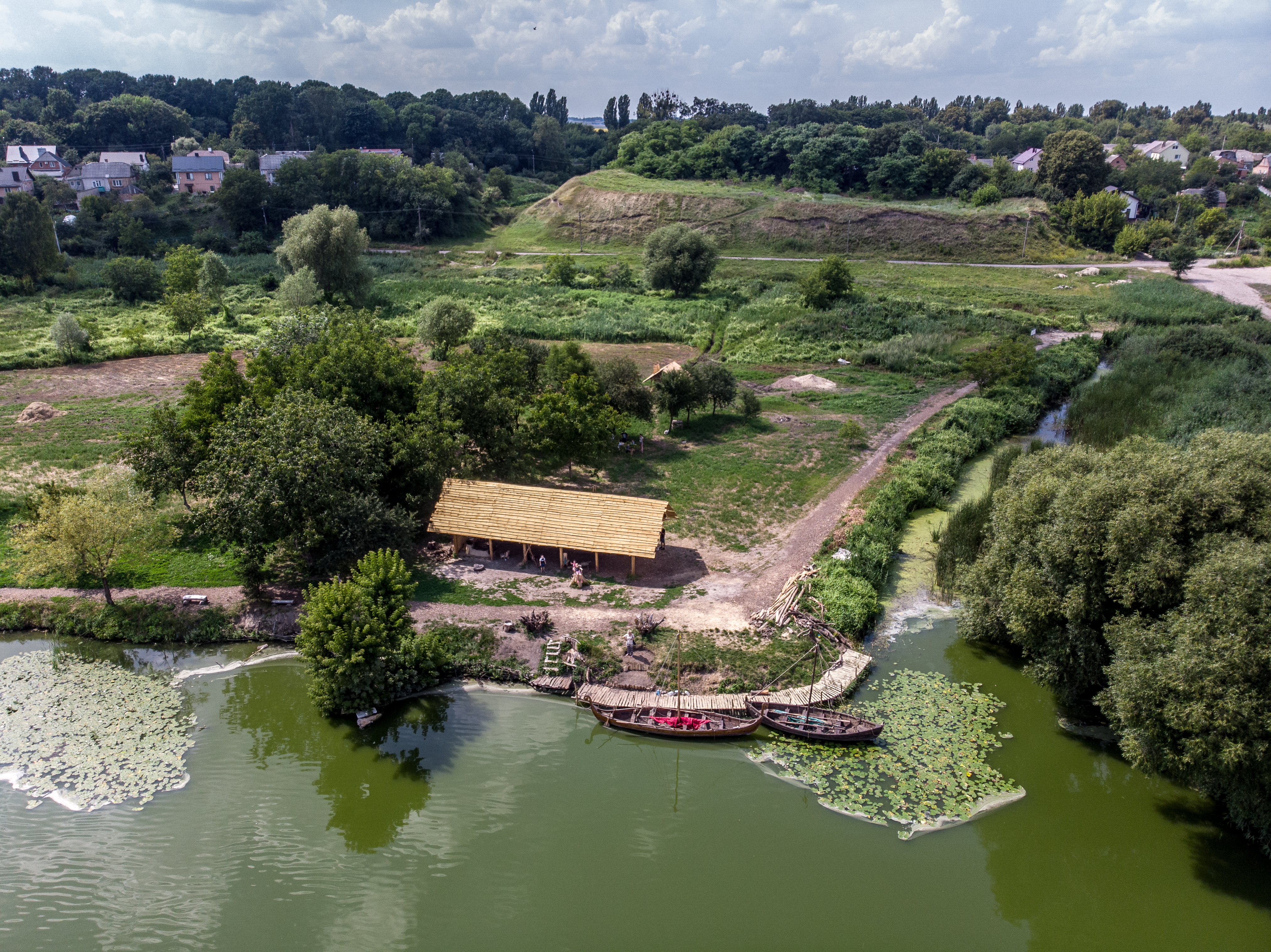
Частина Оствиці (2020 рік)
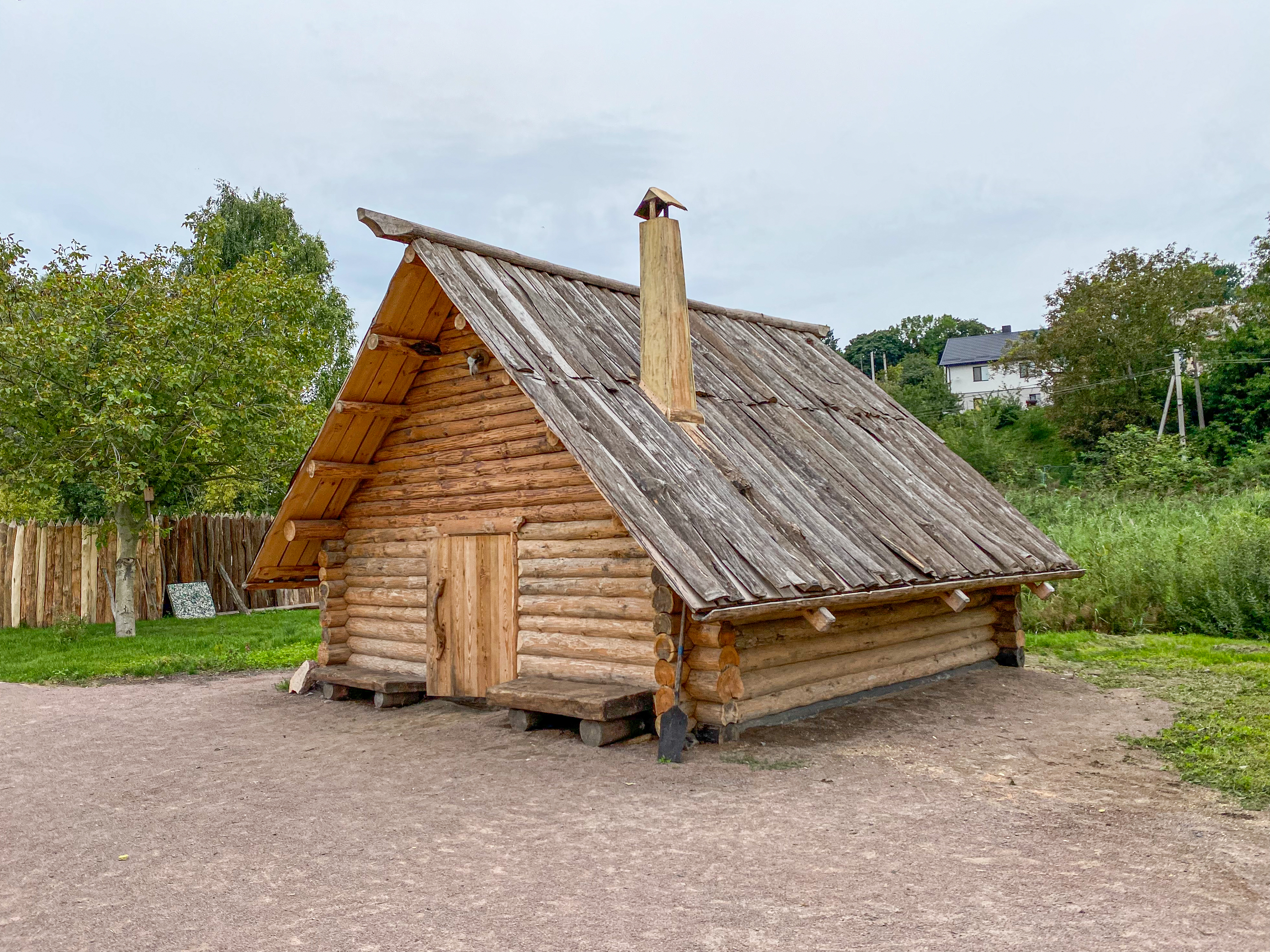
Відтворений давньоруський зруб
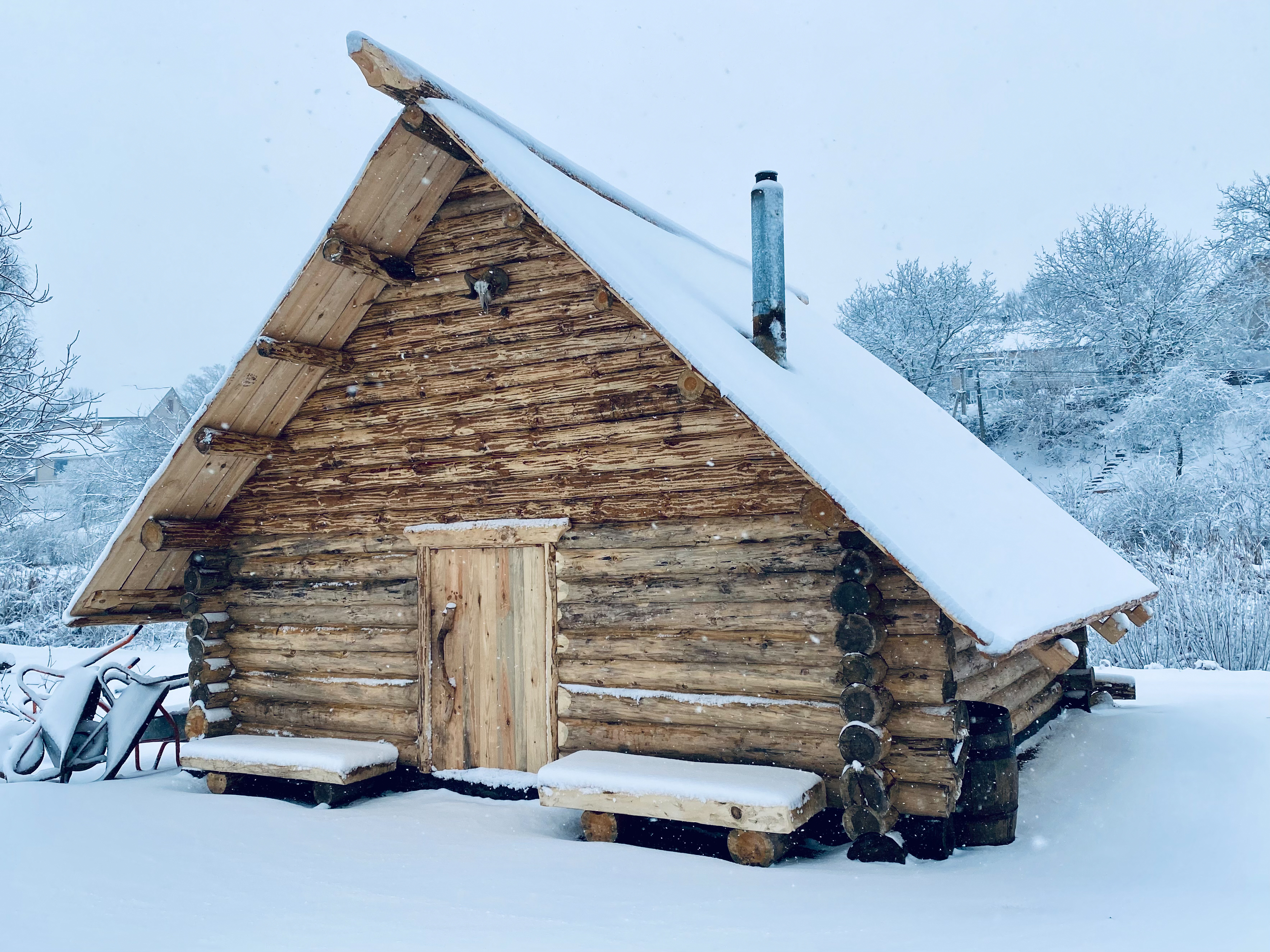
Відтворений давньоруський зруб зимою
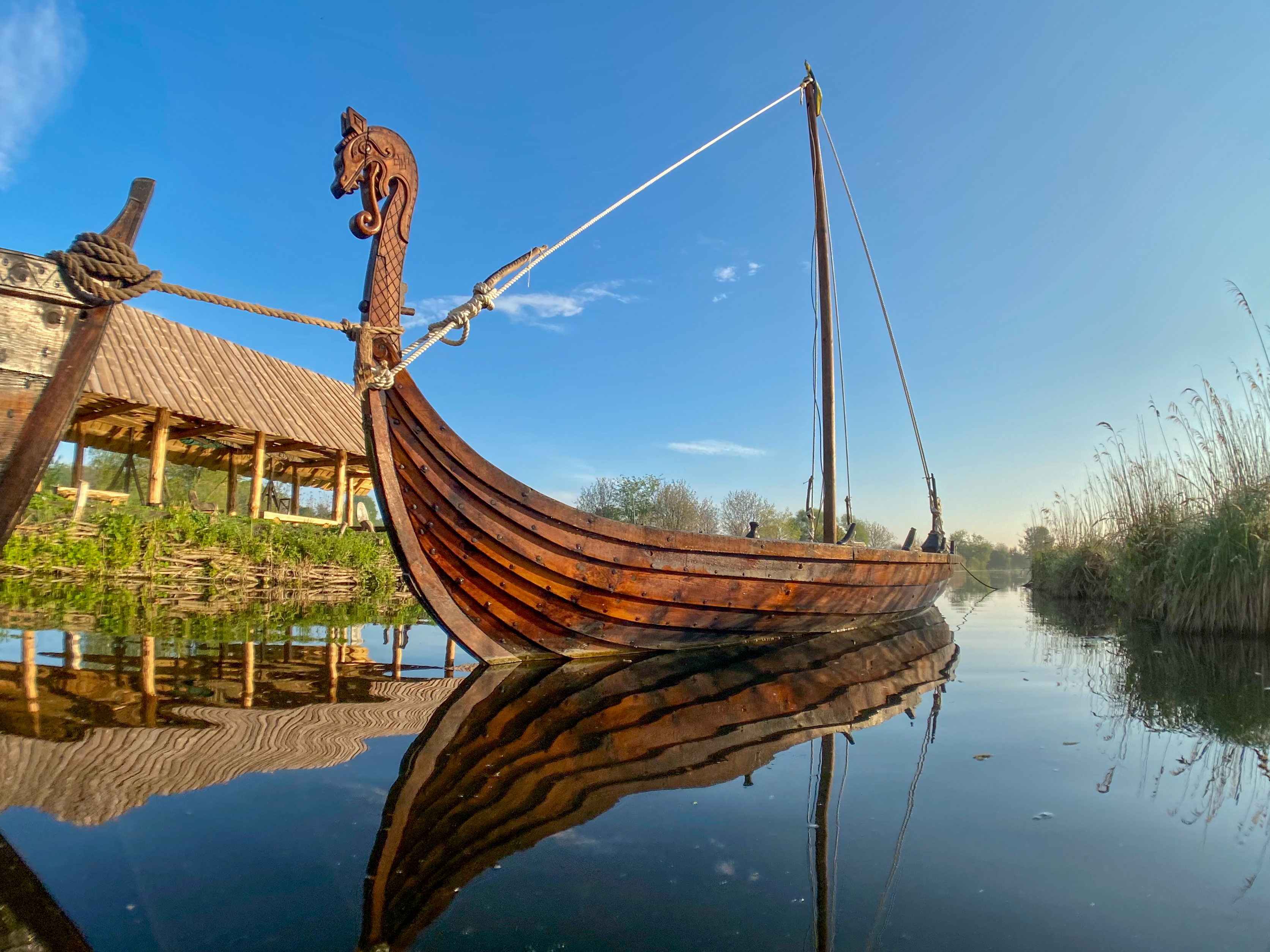
Дракар Гунгнір
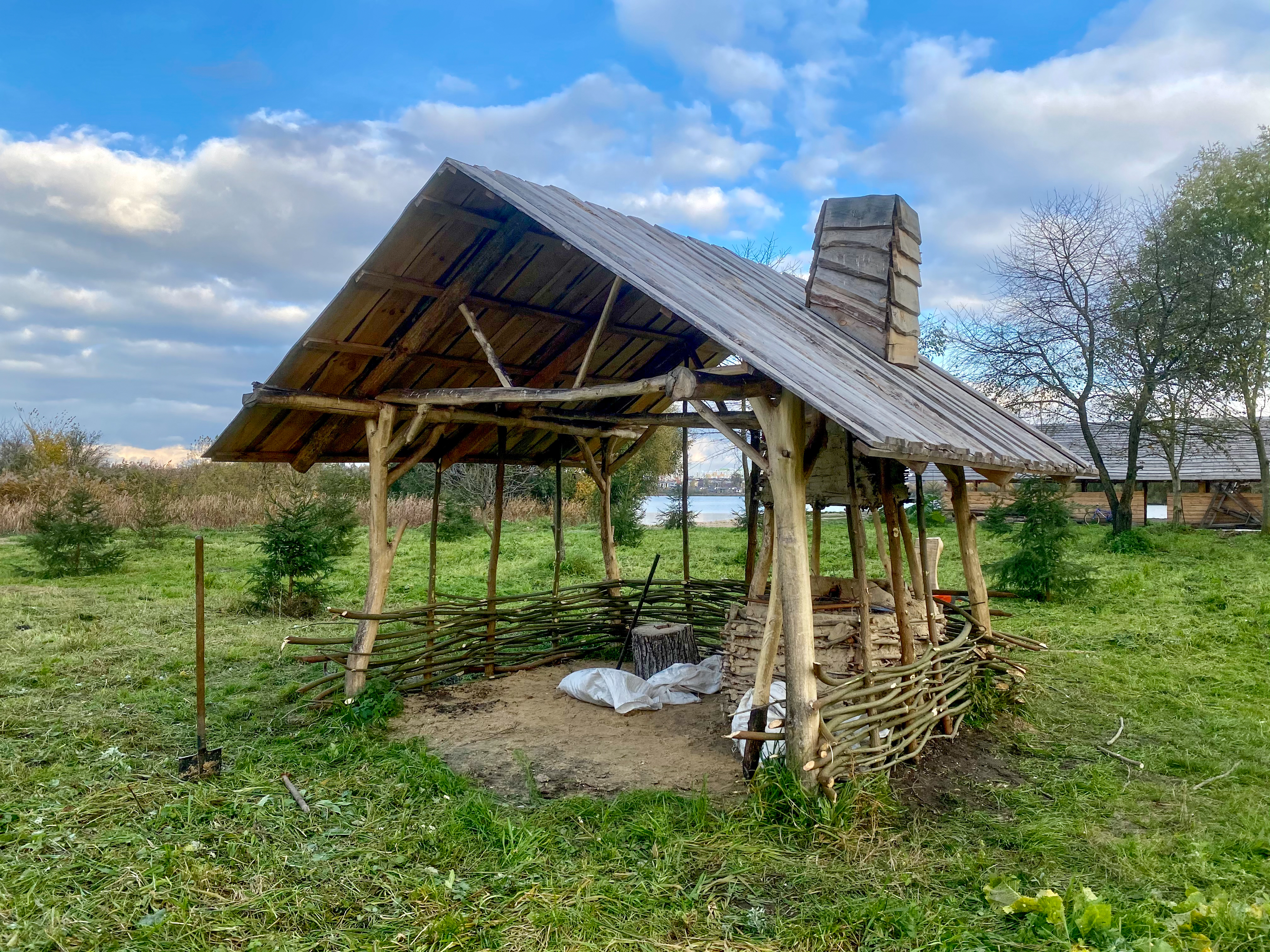
Кузня на Оствиці
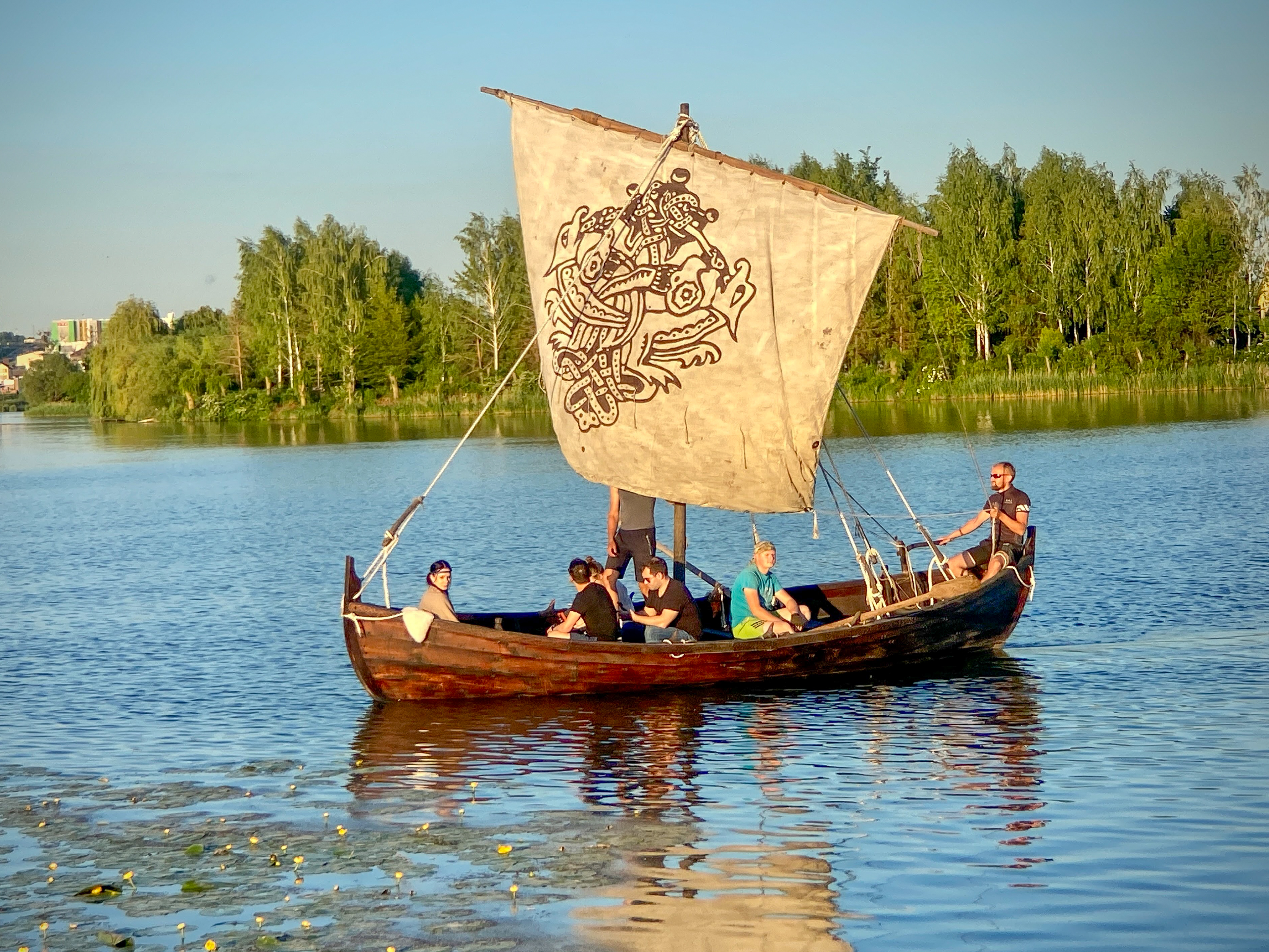
Човен "Лада"
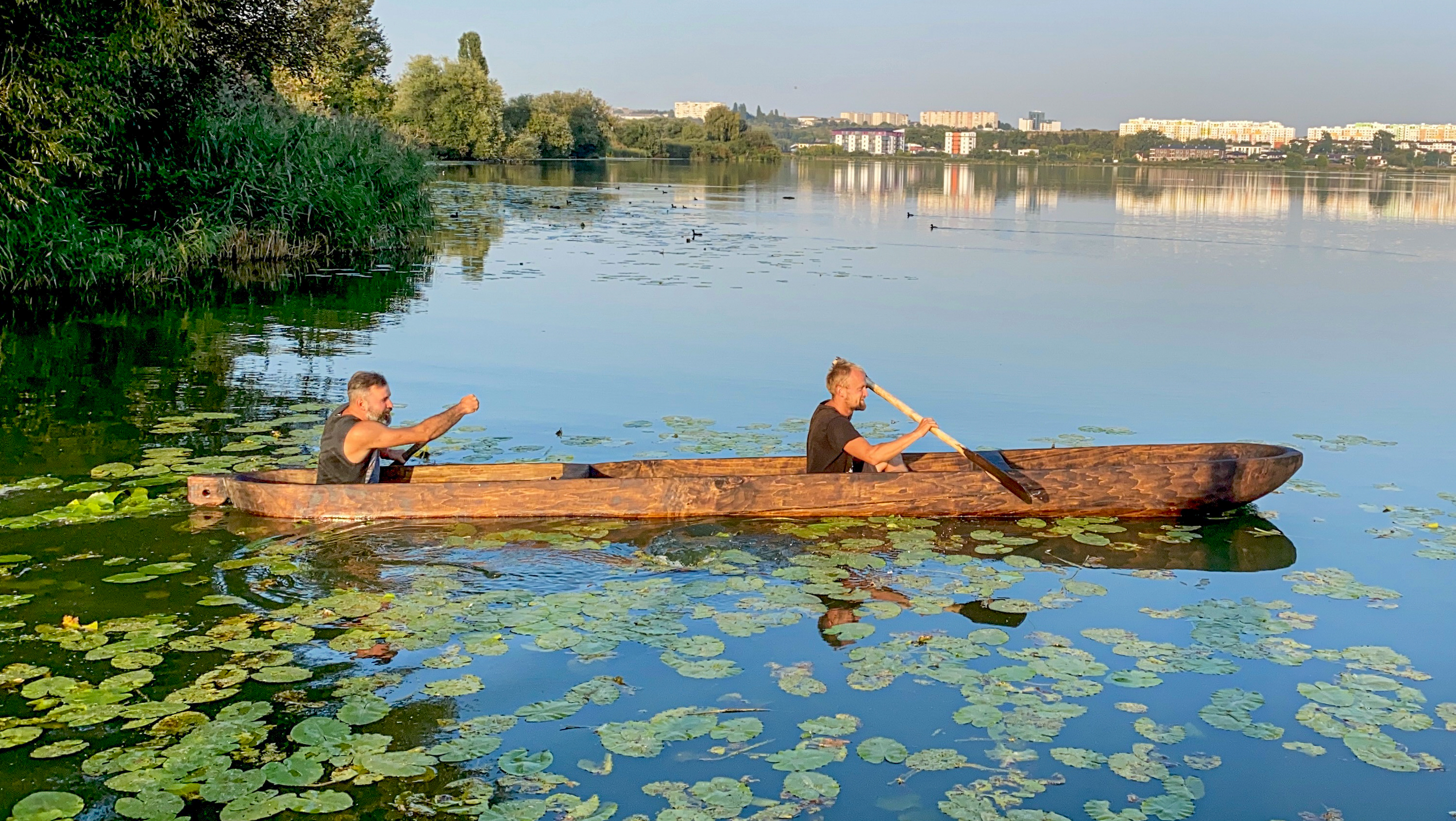
Човен-довбанка "Уборть"
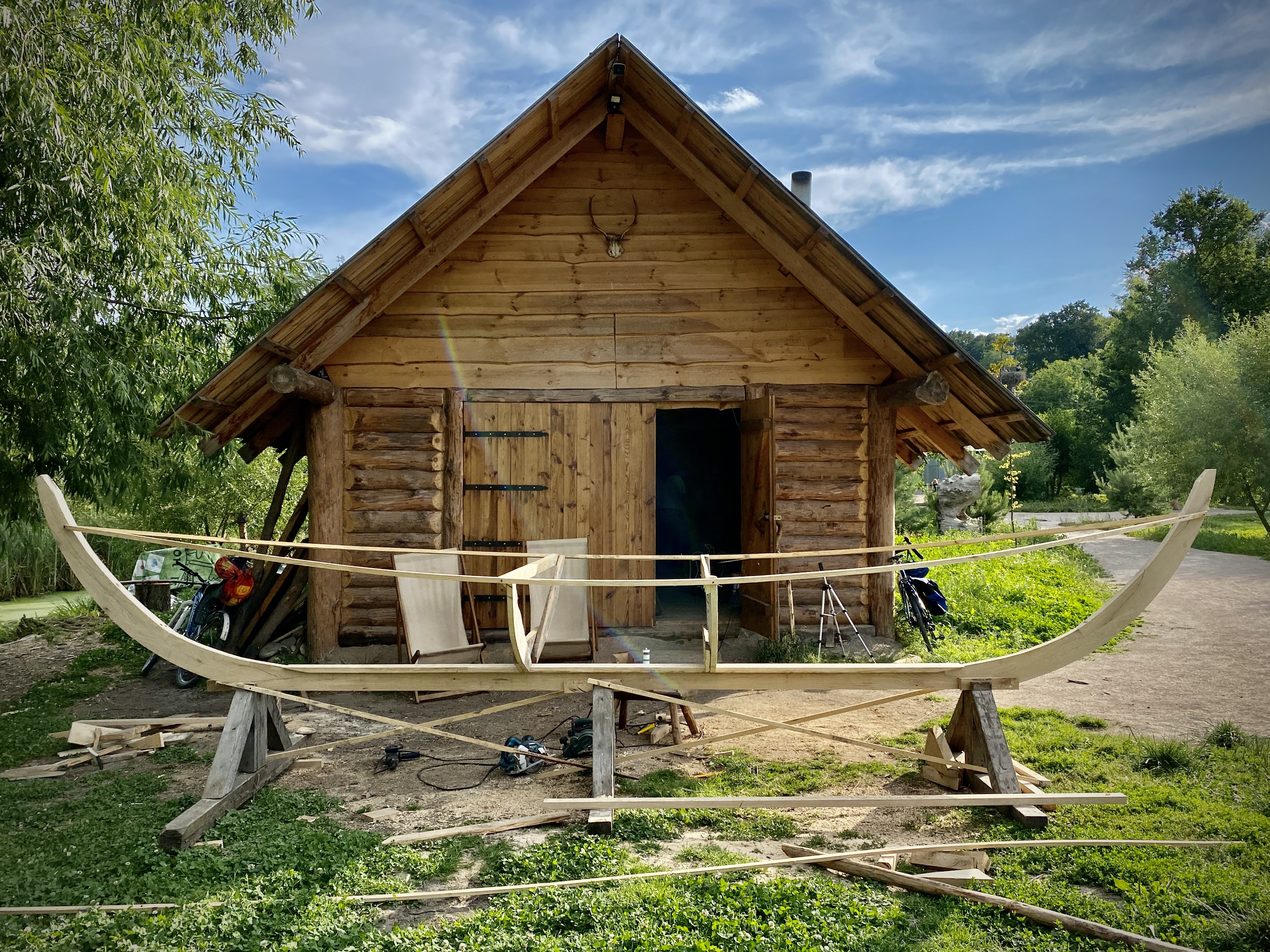
Верф на Оствиці. Початок будівництва човна Лайсве
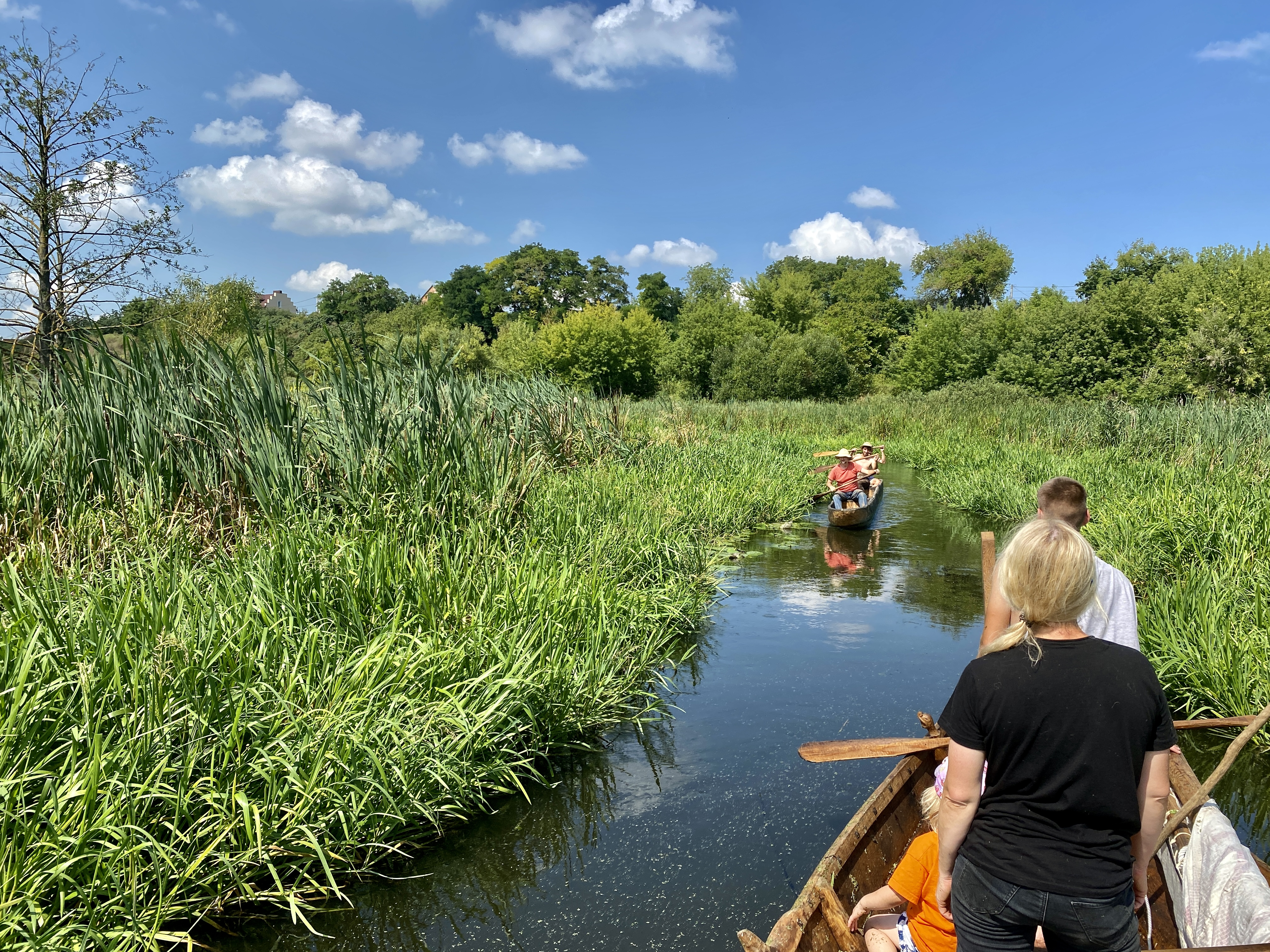
Походи на човнах в плавні річки Устя
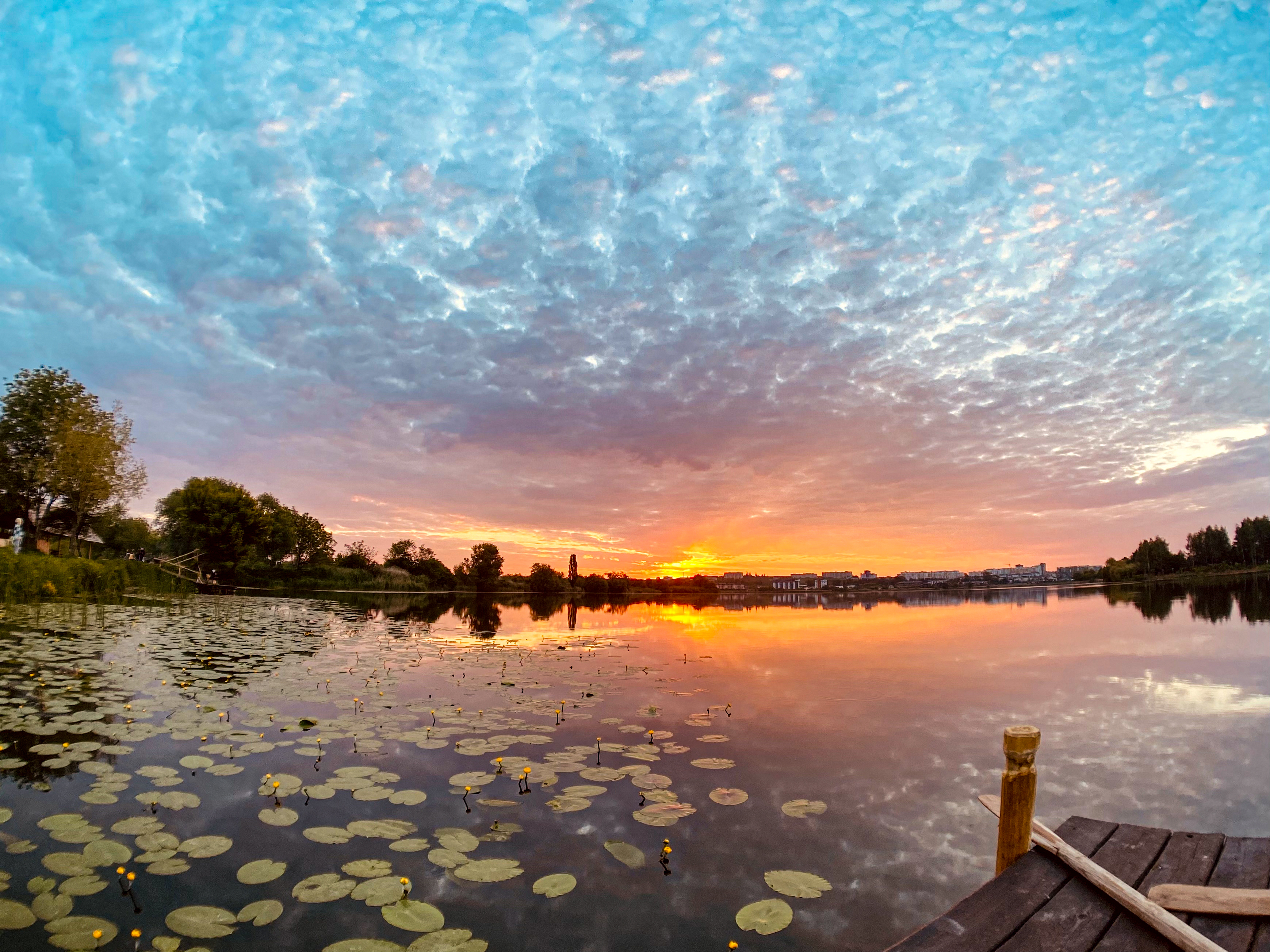
Світанок з пірсу Оствиці
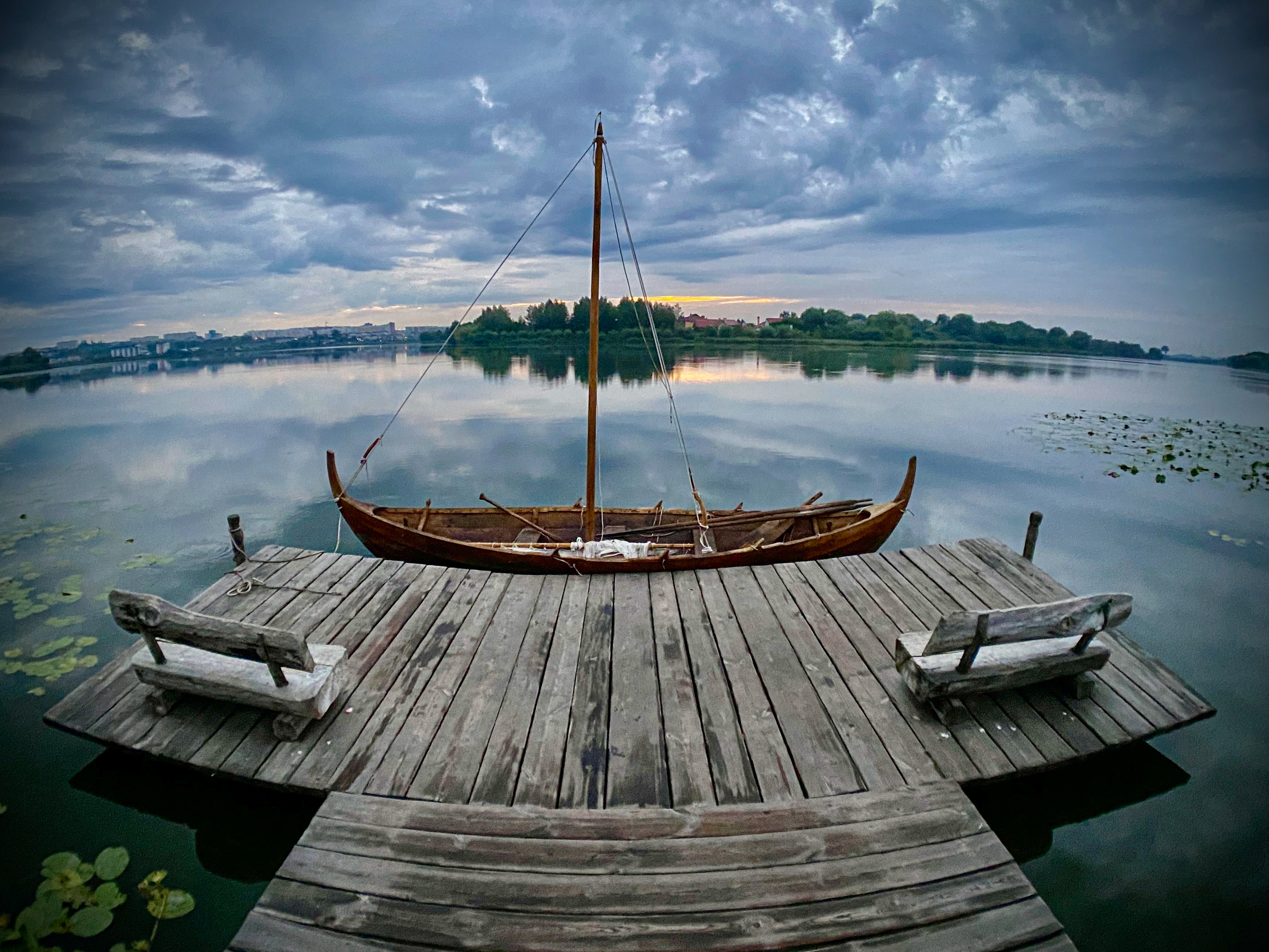
Пірс Оствиці та пришвартований човен Лайсве